# Tuile (jeu vidéo)
Pour les articles homonymes, voir Tuile (homonymie).

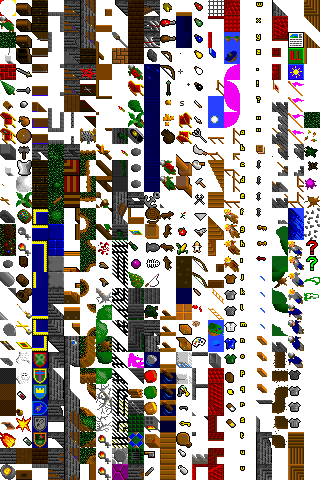
Un système de tuiles à disposer dans un moteur de jeu pour obtenir un rendu rapide.

Une tuile (tile en anglais, généralement traduit par un carreau dans le pavage en géométrie) est un asset graphique d'un jeu vidéo, constitué de petites images carrées (moins souvent, rectangulaires, parallélogrammatiques ou hexagonales) disposées sur une grille. L'ensemble complet des tuiles disponibles pour une utilisation dans une zone de jeu est appelé un jeu de tuiles (ou tileset en anglais). La plupart des jeux utilisant cette technique de programmation sont affichés en deux dimensions. La technique utilisant ces éléments graphiques est appelée tile mapping,,,.
L'écran est ainsi représenté par une grille composée de nombreuses cases, sur laquelle est appliquée une image par case. Les tuiles sont issues d'une image (plaquette) unique sur laquelle elles sont toutes regroupées[incompréhensible]. Cette image est appelée jeu de tuiles (ou tileset en anglais).
Les jeux vidéo utilisant la technologie des tuiles utilisent généralement un atlas de texture pour des raisons de performances. La plupart des systèmes de jeux vidéo (console et arcade) de la fin des années 1970 jusqu'au milieu des années 1990 sont compatibles avec l'affichage des écrans en mosaïque avec peu d'interaction de la part du processeur.